# NHK 뉴스 오하이요 가가와
NHK 뉴스 오하요 가가와(NHKニュースおはよう香川)은 NHK 다카마쓰 방송국에서 제작하고 방영되고 있는 아침 로컬 뉴스 프로그램이다.

## 방송 시간
- 월 ~ 금: 오전 7시 45분 ~ 8시(!5분)